# Oliver Hipwood
Oliver James Hipwood ist ein britischer Polospieler mit einem Handicap von 6.
Er ist der Sohn von Polostar Howard Hipwood. Er war kurzzeitig mit Zara Phillips liiert und ist seit 2007 mit dem Model Samantha Gibbins verheiratet. Die Hochzeit fand auf Blair Castle statt, das der Familie von Hipwoods Teamkameraden Malcolm Borwick gehört.

## Karriere
1995 gewann er, im Alter von 18 Jahren, im Team mit Carlos Gracida, Gonzalo Pieres und Kerry Packer den British Gold Cup.
2009 wählte ihn die Zeitschrift Vanity Fair unter die zehn heißesten Polospieler der Welt.
Im Januar 2012 wird er beim St. Moritz Polo World Cup on Snow für das Team von Sal. Oppenheim reiten.
Aktuell befindet er sich mit 138 Punkten auf Rang 97 der Weltrangliste.